# پهلوانی (اقلید)
پهلوانی یک روستا در ایران است که در شهرستان اقلید استان فارس واقع شده‌است. پهلوانی ۴۵۶ نفر جمعیت دارد.